# Helios 2

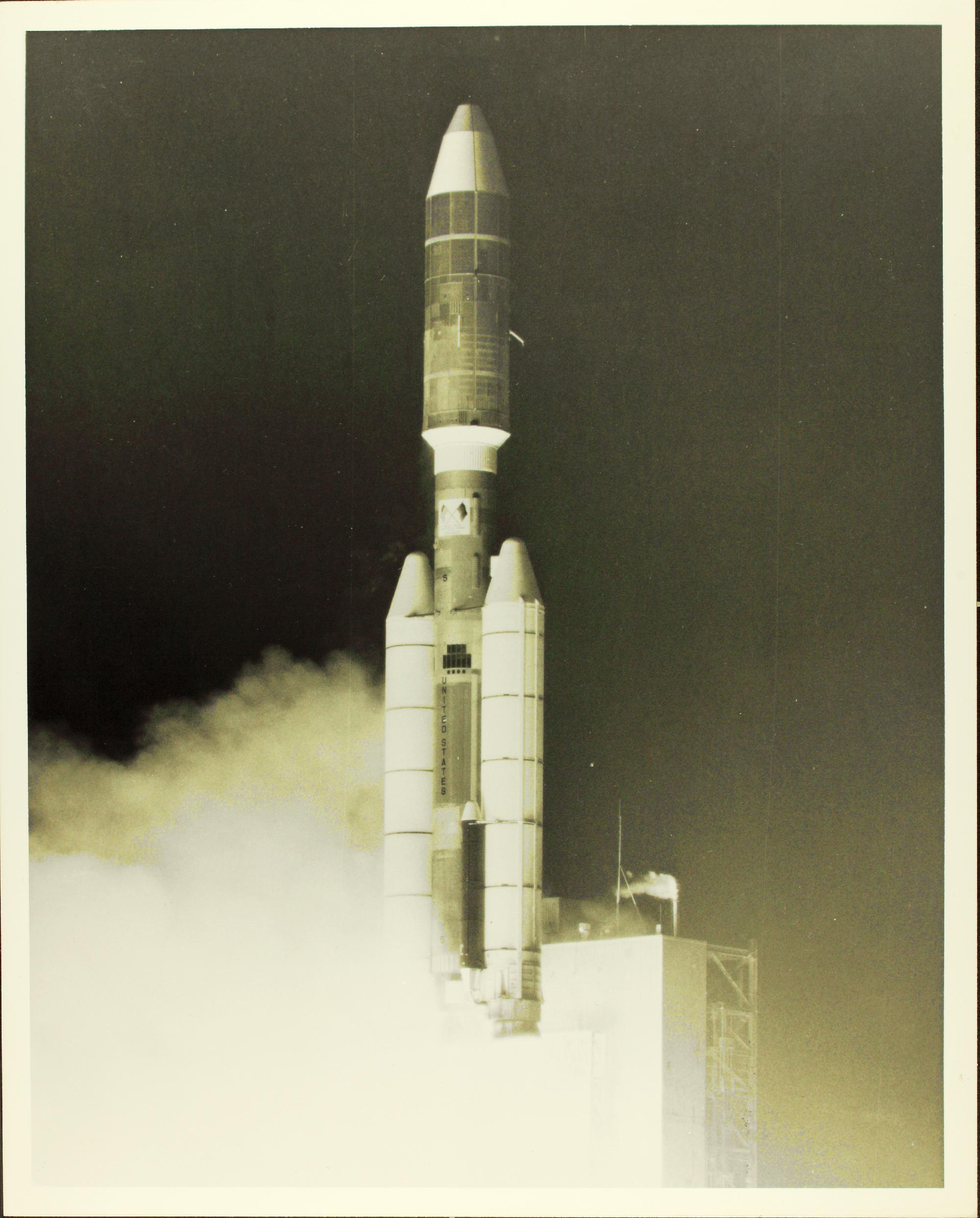
Start rakiety nośnej Titan IIIE z sondą Helios 2

Helios 2 (lub Helios B) – amerykańsko-zachodnioniemiecka sonda kosmiczna, druga z pary sond przeznaczonych do badania przestrzeni pomiędzy Słońcem a Ziemią oraz wpływu Słońca na tę przestrzeń.
Misję obu sond, po stronie niemieckiej, realizowało Deutsche Forschungs- und Versuchsanstalt für Luft- und Raumfahrt (DFVLR), a po stronie USA, ośrodek NASA Goddard Space Flight Center.

## Instrumenty naukowe sondy
- Detektor plazmy
- Magnetometr transduktorowy dla średnich pól
- Magnetometr transduktorowy dla fluktuacji pól
- Magnetometr cewkowy
- Eksperyment fal plazmowych i radiowych
- Detektor promieniowania kosmicznego
- Spektrometr elektronów i jonów o niskiej energii
- Fotometr światła zodiakalnego
- Analizator mikrometeoroidów
- Eksperyment badający zjawisko Faradaya

## Przebieg misji
Helios 2 był drugą sondą wystrzeloną w celu zbadania procesów słonecznych, w ramach projektu współpracy między Republiką Federalną Niemiec a Stanami Zjednoczonymi. Sondy zostały skonstruowane w RFN, rakiety nośne dostarczyła NASA, a eksperymenty zostały przygotowane przez naukowców z obu krajów. Chociaż podobna w budowie do Heliosa 1, druga sonda miała ulepszone systemy, zaprojektowane tak, aby umożliwić dłuższe funkcjonowanie.
Sonda została wystrzelona 15 stycznia 1976 roku z kosmodromu Cape Canaveral Air Force Station na Florydzie. Podobnie jak jej bliźniak, Helios 2 został umieszczony na orbicie heliocentrycznej. Łączność z sondą była utrzymywana z niemieckiego Centrum Operacji Kosmicznych pod Monachium.
W przeciwieństwie do Heliosa 1, Helios 2 przeleciał około 3 miliony kilometrów bliżej Słońca, osiągając peryhelium 17 kwietnia 1976 roku, w odległości 43,432 mln km (0,29 au), dzięki czemu stał się w tym czasie rekordzistą najbliższego przelotu od Słońca. W rezultacie sonda została wystawiona na 10 procent więcej ciepła (lub 20 °C więcej) niż jej poprzednik.
Sonda dostarczyła ważnych informacji na temat plazmy słonecznej, wiatru słonecznego, promieniowanania kosmicznego i pyłu kosmicznego, a także przeprowadziła eksperymenty badające pola magnetyczne i elektryczne. Oprócz badań Słońca i środowiska słonecznego, zarówno Helios 1, jak i Helios 2 obserwowały warkocze pyłowe i jonowe co najmniej trzech komet: C/1975 V1 West, C/1978 H1 Meier i C/1979 Y1 Bradfield.
Nadajnik Heliosa 2 zawiódł 3 marca 1980 roku i nie otrzymano już dalszych użytecznych danych z sondy. Kontrolerzy naziemni wyłączyli sondę 7 stycznia 1981 roku, aby wykluczyć ewentualną interferencję radiową z innym statkiem kosmicznym w przyszłości.